# 2008年の日本公開映画
- 映画 > 映画の一覧 > 年度別日本公開映画 > 2008年の日本公開映画
- 映画 > 2008年の映画 > 2008年の日本公開映画

2008年の日本公開映画（2008ねんのにほんこうかいえいが）では、2008年（平成20年）1月1日から同年12月31日までに日本で商業公開された映画の一覧を記載。作品名の右の丸括弧内は製作国を示す。
記載の凡例については年度別日本公開映画#凡例を参照

## 作品一覧

### 1月
- 2日
  - あいのこころ（ 日本）
- 5日
  - 勇者たちの戦場（ アメリカ合衆国）
  - KAMACHOP カマチョップ（ 日本）
- 12日
  - ジェシー・ジェームズの暗殺（ アメリカ合衆国）
  - ザ・クランプス 精神病院ライブ（ アメリカ合衆国/ドキュメンタリー）
  - 全身ハードコア GGアリン（ アメリカ合衆国/ドキュメンタリー）
  - ジプシー・キャラバン（ アメリカ合衆国/ドキュメンタリー）
  - レンブラントの夜警（ カナダ・ ポーランド・ オランダ・ イギリス・ フランス・ ドイツ）
  - アース（ イギリス・ ドイツ・ アメリカ合衆国/ドキュメンタリー）
  - SS エスエス（ 日本）
  - 銀色のシーズン（ 日本）
  - シネマ歌舞伎 野田版 研辰の討たれ（ 日本）
  - 東京ソーダ水（ 日本/ドキュメンタリー）
  - たゆ たう -GOOD TIME MUSIC of clammbon-（ 日本/ドキュメンタリー）
  - ピューと吹く!ジャガー THE MOVIE（ 日本）
- 19日
  - スウィーニー・トッド フリート街の悪魔の理髪師（ アメリカ合衆国）
  - シルク（ フランス・ イタリア・ 日本・ イギリス・ カナダ）
  - 28週後...（ イギリス）
  - Mr.ビーン カンヌで大迷惑?!（ イギリス・ フランス・ アメリカ合衆国）
  - ぜんぶ、フィデルのせい（ イタリア・ フランス）
  - ヒトラーの贋札（ オーストラリア）
  - ハーフェズ ペルシャの詩（ イラン・ 日本）
  - ネガティブハッピー・チェーンソーエッヂ（ 日本）
  - ヒョンジェ（ 日本）
  - 人のセックスを笑うな（ 日本）
  - ちーちゃんは悠久の向こう（ 日本）
  - 裸の夏 THE NAKED SUMMER（ 日本/ドキュメンタリー）
- 26日
  - テラビシアにかける橋（ アメリカ合衆国）
  - ビー・ムービー（ アメリカ合衆国/アニメ）
  - フローズン・タイム（ イギリス）
  - マリア・カラス 最後の恋（ イタリア）
  - THEM ゼム（ フランス・ ルーマニア）
  - バイオソルジャー（ ロシア）
  - 陰日向に咲く（ 日本）
  - 子猫の涙（ 日本）
  - 母べえ（ 日本）
  - 全然大丈夫（ 日本）
  - 夕映え少女（ 日本）
  - 凍える鏡（ 日本）
  - ペルソナ（ 日本）
  - 魁!!男塾（ 日本）
  - 音符と昆布（ 日本）
  - 艶恋師 北海道 放浪編（ 日本）
  - スーパーカブ（ 日本）

### 2月
- 1日
  - アメリカン・ギャングスター（ アメリカ合衆国）
  - ウォーター・ホース（ アメリカ合衆国）
- 2日
  - ALLDAYS 二丁目の朝日（ 日本）
  - 牡牛座 レーニンの肖像（ ロシア・ 日本）
  - 歓喜の歌（ 日本）
  - KIDS（ 日本）
  - （ニアイコール）草間彌生 わたし大好き（ 日本/ドキュメンタリー）
  - 結婚しようよ（ 日本）
  - 砂の影（ 日本）
  - 東京少年（ 日本）
  - 動物、動物たち（ フランス/ドキュメンタリー）
  - フランチェスコ（ イタリア）
  - ミスター・ロンリー（ イギリス・ フランス）
  - ミッション・イン・モスクワ（ ロシア）
  - ラスト、コーション（ 中国・ アメリカ合衆国・ 台湾・ 香港）
  - リアル鬼ごっこ（ 日本）
- 9日
  - 蒼ざめた馬（ ロシア）
  - アドリブ・ナイト（ 韓国）
  - 雨の翼（ 日本）
  - L change the WorLd（ 日本）
  - かつて、ノルマンディーで（ フランス/ドキュメンタリー）
  - 君のためなら千回でも（ アメリカ合衆国）
  - 恋する彼女、西へ。（ 日本）
  - 人生ごっこ!?（ 日本）
  - スエリーの青空（ ブラジル・ ポルトガル・ ドイツ・ フランス）
  - 潜水服は蝶の夢を見る（ フランス）
  - 劇場版 空の境界 第三章 痛覚残留（ 日本/アニメ）
  - 団塊ボーイズ（ アメリカ合衆国）
  - チーム・バチスタの栄光（ 日本）
  - トリコン!!! triple complex（ 日本）
  - 胡同の理髪師（ 中国）
  - UK/DK（ イギリス/ドキュメンタリー）
- 16日
  - アニー・リーボヴィッツ レンズの向こうの人生（ アメリカ合衆国/ドキュメンタリー）
  - エリザベス:ゴールデン・エイジ（ イギリス・ フランス）
  - クリアネス（ 日本）
  - 菅井君と家族石 THE_MOVIE（ 日本/アニメ）
  - たそがれ（ 日本）
  - デイ・ウォッチ（ ロシア）
  - 奈緒子（ 日本）
  - 病葉流れて（ 日本）
  - ファーストフード・ネイション（ アメリカ合衆国・ イギリス）
  - ボーフォート -レバノンからの撤退-（ イスラエル）
  - マゴリアムおじさんの不思議なおもちゃ屋（ アメリカ合衆国）
- 18日
  - 最強兵器女子高生 RIKA（ 日本）
- 23日
  - アメリカン・ホーンティング（ アメリカ合衆国）
  - いつか眠りにつく前に（ アメリカ合衆国）
  - 裏切りの闇で眠れ（ フランス）
  - KAMATAKI -窯焚-（ カナダ・ 日本）
  - くりいむレモン 旅のおわり（ 日本）
  - シスターズ（ アメリカ合衆国）
  - 東京少女（ 日本）
  - トゥヤーの結婚（ 中国）

### 3月
- 1日
  - 明日への遺言（ 日本）
  - ガチ☆ボーイ（ 日本）
  - ダーク・ラブ〜Rape〜（ 日本）
  - 地上5センチの恋心（ フランス・ ベルギー）
  - 超劇場版ケロロ軍曹3 ケロロ対ケロロ天空大決戦であります!（ 日本/アニメ）
  - どこに行くの?（ 日本）
  - 泪壺（ 日本）
  - HEY JAPANESE! Do you believe PEACE,LOVE and UNDERSTANDING? 2008 2008年、イマドキジャパニーズよ。愛と平和と理解を信じるかい?（ 日本/ドキュメンタリー）
  - ペネロピ（ イギリス）
  - 武者ケロ お披露目!戦国ラン星大バトル!!（ 日本/アニメ）
  - 4ヶ月、3週と2日（ ルーマニア）
  - ライラの冒険/黄金の羅針盤（ アメリカ合衆国）
  - ONE PIECE THE MOVIE エピソードオブチョッパー+冬に咲く、奇跡の桜（ 日本/アニメ）
- 7日
  - ジャンパー（ アメリカ合衆国）
- 8日
  - アメリカを売った男（ アメリカ合衆国）
  - 映画 クロサギ（ 日本）
  - 黒い土の少女（ 韓国）
  - The World of GOLDEN EGGS THE BEST SELECTION & LIVE FILM with Turkey Paradise Orchestra（ 日本/アニメ）
  - スルース（ アメリカ合衆国）
  - 接吻 Seppun（ 日本）
  - ダージリン急行（ アメリカ合衆国）
  - ドラえもん のび太と緑の巨人伝（ 日本/アニメ）
  - 裸足のギボン（ 韓国）
  - 花影（ 日本）
  - バンテージ・ポイント（ アメリカ合衆国）
  - プライスレス 素敵な恋の見つけ方（ フランス）
  - 幽霊VS宇宙人（ 日本）
- 14日
  - 魔法にかけられて（ アメリカ合衆国）
- 15日
  - 犬と私の10の約束（ 日本）
  - URAHARA（ 日本）
  - カフェ代官山〜Sweet Boys〜（ 日本）
  - ジェリーフィッシュ（ イスラエル・ フランス）
  - 実験4号 It's a small world（ 日本）
  - 実録・連合赤軍 あさま山荘への道程（ 日本/ドキュメンタリー）
  - コントロール（ イギリス・ アメリカ合衆国・ オーストラリア・ 日本）
  - ノーカントリー（ アメリカ合衆国)
  - ビルマ、パゴダの影で（ スイス/ドキュメンタリー）
  - ブラブラバンバン（ 日本）
- 22日
  - 哀憑歌 〜CHI-MANAKO〜（ 日本）
  - アクエリアンエイジ 劇場版（ 日本）
  - 88ミニッツ（ アメリカ合衆国）
  - 俺たちの明日（ 韓国）
  - 口裂け女2（ 日本）
  - The FEAST/ザ・フィースト（ アメリカ合衆国）
  - Sweet Rain 死神の精度（ 日本）
  - デッド・サイレンス（ アメリカ合衆国）
  - パレスチナ1948・NAKBA（ 日本/ドキュメンタリー）
  - ポストマン（ 日本）
  - マイ・ブルーベリー・ナイツ（ 香港・ アメリカ合衆国・ フランス・ 中国）
  - memo（ 日本）
  - 燃えよ!ピンポン（ アメリカ合衆国）
- 29日
  - 悲しみが乾くまで（ アメリカ合衆国・ イギリス）
  - カクトウ便 Vol.1 Battle Run XX（ 日本）
  - Girl's BOX ラバーズ・ハイ（ 日本）
  - カンフーくん（ 日本）
  - 受験のシンデレラ（ 日本）
  - タクシデルミア ある剥製師の遺言（ ハンガリー・ オーストリア・ フランス）
  - 非現実の王国で ヘンリー・ダーガーの謎（ アメリカ合衆国/ドキュメンタリー）
  - 蛇男（ フランス）
- 30日
  - カクトウ便 Vol.2 VS 謎の恐怖集団人肉宴会（ 日本）
- 31日
  - カクトウ便 Vol.3 そして、世界の終わり（ 日本）

### 4月
- 5日
  - クローバーフィールド/HAKAISHA（ アメリカ合衆国）
  - モンゴル（ ドイツ・ カザフスタン・ ロシア・ モナコ）
  - ランジェ公爵夫人（ フランス・ イタリア）
  - ファヴェーラの丘（ ブラジル・ アメリカ合衆国/ドキュメンタリー）
  - 恋の罠（ 韓国）
  - 黒い家（ 韓国）
  - 永遠の魂（ 韓国）
  - うた魂♪（ 日本）
  - 船、山にのぼる（ 日本）
  - ぼくたちと駐在さんの700日戦争（ 日本）
  - yoriko-寄子-（ 日本）
- 7日
  - いつも二人（ 日本）
- 12日
  - ジェイン・オースティンの読書会（ アメリカ合衆国）
  - ヒットマン（ アメリカ合衆国）
  - フィクサー（ アメリカ合衆国）
  - ブラックサイト（ アメリカ合衆国）
  - つぐない（ イギリス）
  - パラノイドパーク（ フランス・ アメリカ合衆国）
  - 今夜、列車は走る（ アルゼンチン）
  - 王妃の紋章（ 中国・ 香港）
  - 靖国 YASUKUNI（ 日本・ 中国）
  - 伊藤の話（ 日本）
  - クレーマー case1（ 日本）
  - クレーマー case2（ 日本）
  - ふるさとをください（ 日本）
  - 劇場版 仮面ライダー電王&キバ クライマックス刑事（ 日本）
  - 心理学者 原口鶴子の青春 100年前のコロンビア大留学生が伝えたかったこと（ 日本/ドキュメンタリー）
- 18日
  - 大いなる陰謀（ アメリカ合衆国）
- 19日
  - ファクトリー・ガール（ アメリカ合衆国）
  - 譜めくりの女（ フランス）
  - プルミエール 私たちの出産（ フランス）
  - ラフマニノフ ある愛の調べ（ ロシア）
  - 妻の愛人に会う（ 韓国）
  - チェスト!（ 日本）
  - ねこのひげ（ 日本）
  - 銀幕版 スシ王子! 〜ニューヨークへ行く〜（ 日本）
  - クレヨンしんちゃん ちょー嵐を呼ぶ 金矛の勇者（ 日本/アニメ）
  - 名探偵コナン 戦慄の楽譜（ 日本/アニメ）
- 26日
  - ゼア・ウィル・ビー・ブラッド（ アメリカ合衆国）
  - アイム・ノット・ゼア（ アメリカ合衆国）
  - NEXT ネクスト（ アメリカ合衆国）
  - スパイダーウィックの謎（ アメリカ合衆国）
  - さよなら。いつかわかること（ アメリカ合衆国）
  - 紀元前1万年（ アメリカ合衆国・ ニュージーランド）
  - モンテーニュ通りのカフェ（ フランス）
  - 愛おしき隣人（ スウェーデン・ ドイツ・ フランス・ デンマーク・ ノルウェー）
  - 少林少女（ 日本・ 香港）
  - 砂時計（ 日本）
  - あの空をおぼえてる（ 日本）
  - STRAIGHT TO HEAVEN 天国へまっしぐら（ 日本）
  - パーク アンド ラブホテル（ 日本）
  - お姉チャンバラ（ 日本）

### 5月
- 1日
  - 相棒 -劇場版- 絶体絶命! 42.195km 東京ビッグシティマラソン（ 日本）
  - イエロー三部作（ 日本）
- 3日
  - ブレス（ 韓国）
  - 軍鶏（ 香港・ 日本）
  - 靖国 YASUKUNI（ 日本）
  - すんドめ2（ 日本）
- 10日
  - ミスト（ アメリカ合衆国）
  - 最高の人生の見つけ方（ アメリカ合衆国）
  - ハンティング・パーティ（ アメリカ合衆国）
  - P2（ アメリカ合衆国）
  - ニンジャ・チアリーダー（ アメリカ合衆国）
  - 光州5・18（ 韓国）
  - 隠し砦の三悪人 THE LAST PRINCESS（ 日本）
  - 同級生（ 日本）
  - 体育館ベイビー（ 日本）
  - ひぐらしのなく頃に（ 日本）
  - the hiding -潜伏-（ 日本）
  - タカダワタル的ゼロ（ 日本/ドキュメンタリー）
  - サルサとチャンプルー Cuba/Okinawa（ 日本/ドキュメンタリー）
- 17日
  - チャーリー・ウィルソンズ・ウォー（ アメリカ合衆国）
  - 痛いほどきみが好きなのに（ アメリカ合衆国）
  - 噂のアゲメンに恋をした!（ アメリカ合衆国）
  - オーケストラの向こう側 フィラデルフィア管弦楽団の秘密（ アメリカ合衆国/ドキュメンタリー）
  - ジョイ・ディヴィジョン（ イギリス・ アメリカ合衆国/ドキュメンタリー）
  - マンデラの名もなき看守（ フランス・ ドイツ・ ベルギー・ 南アフリカ共和国）
  - 丘を越えて（ 日本）
  - 新スパイガール大作戦〜惑星からの侵略者〜（ 日本）
  - うん、何?（ 日本）
- 21日
  - ナルニア国物語/第2章:カスピアン王子の角笛（ アメリカ合衆国）
- 24日
  - ランボー/最後の戦場（ アメリカ合衆国）
  - 幻影師アイゼンハイム（ アメリカ合衆国）
  - Mr.ブルックス 完璧なる殺人鬼（ アメリカ合衆国）
  - パリ、恋人たちの2日間（ フランス・ ドイツ）
  - コロッサル・ユース（ ポルトガル・ フランス・ スイス）
  - 山のあなた〜徳市の恋〜（ 日本）
  - アフタースクール（ 日本）
  - 世界で一番美しい夜（ 日本）
  - 少林老女（ 日本）
  - 妖女伝説セイレーンX 魔性の誘惑（ 日本）
  - THE FROGMAN SHOW 秘密結社鷹の爪 THE MOVIEⅡ 私を愛した黒烏龍茶（ 日本/アニメ）
  - 劇場版 空の境界/第四章 伽藍の洞（ 日本/アニメ）
- 25日
  - 今、愛する人と暮らしていますか?（ 韓国）
- 31日
  - シューテム・アップ（ アメリカ合衆国）
  - 幸せになるための27のドレス（ アメリカ合衆国）
  - フールズ・ゴールド/カリブ海に沈んだ恋の宝石（ アメリカ合衆国）
  - ラスベガスをぶっつぶせ（ アメリカ合衆国）
  - アウェイ・フロム・ハー 君を想う（ カナダ）
  - おいしいコーヒーの真実（ イギリス・ アメリカ合衆国/ドキュメンタリー）
  - 山桜（ 日本）
  - 僕の彼女はサイボーグ（ 日本）
  - 長い長い殺人（ 日本）
  - 髪がかり（ 日本）
  - JOHNEN 定の愛（ 日本）
  - ヤーチャイカ（ 日本）
  - サンシャイン デイズ（ 日本）
  - コラソン de メロン（ 日本）
  - 縛師 Bakushi（ 日本）
  - シネマ歌舞伎 ふるあめりかに袖はぬらさじ（ 日本）
  - 藝州かやぶき紀行（ 日本/ドキュメンタリー）

### 6月
- 7日
  - リボルバー（ イギリス・ フランス）
  - 美しすぎる母（ スペイン・ フランス・ アメリカ合衆国）
  - ブルー・ブルー・ブルー（ オーストラリア）
  - シークレット・サンシャイン（ 韓国）
  - 神様のパズル（ 日本）
  - ザ・マジックアワー（ 日本）
  - 築地魚河岸三代目（ 日本）
  - 春よこい（ 日本）
  - ぐるりのこと。（ 日本）
  - 休暇（ 日本）
  - ばけもの模様（ 日本）
  - 新・監禁逃亡（ 日本）
  - TOPLESS（ 日本）
  - チベットチベット（ 日本/ドキュメンタリー）
- 14日
  - JUNO/ジュノ（ アメリカ合衆国）
  - イースタン・プロミス（ イギリス・ カナダ・ アメリカ合衆国）
  - ぼくの大切なともだち（ フランス）
  - REC/レック（ スペイン）
  - 1000の言葉よりも -報道写真家ジブ・コーレン（ イスラエル/ドキュメンタリー）
  - 1978年、冬。（ 中国・ 日本）
  - 花はどこへいった（ 日本）
  - DIVE!!（ 日本）
  - ドモ又の死（ 日本）
  - 四畳半革命 白夜に死す（ 日本）
  - デコトラの鷲（しゅう）其の五 火の国熊本親子特急便（ 日本）
- 21日
  - インディ・ジョーンズ/クリスタル・スカルの王国（ アメリカ合衆国）
  - 奇跡のシンフォニー（ アメリカ合衆国）
  - ダウン・ザ・バレル（ アメリカ合衆国）
  - ワン カリフォルニア デイ（ アメリカ合衆国）
  - 屋敷女（ フランス）
  - コミュニストはSEXがお上手?（ ドイツ/ドキュメンタリー）
  - 西の魔女が死んだ（ 日本）
  - ハブと拳骨（ 日本）
  - インモラル（ 日本）
  - えんこえれじー 浅草哀歌（ 日本）
- 22日
  - 那須少年記（ 日本）
- 28日
  - 告発のとき（ アメリカ合衆国）
  - シャークウォーター 神秘なる海の世界（ アメリカ合衆国/ドキュメンタリー）
  - 水の中のつぼみ（ フランス）
  - バグズ・ワールド（ フランス/ドキュメンタリー）
  - マーキュリーマン（ タイ）
  - ミラクル7号（ 香港）
  - 今日という日が最後なら、（ 日本）
  - 花より男子F（ 日本）
  - 歩いても 歩いても（ 日本）
  - 刀狩るもの 〜二本松の冒険〜（ 日本）
  - 花の袋（ 日本）
  - ネコナデ（ 日本）
  - 秘密潜入捜査官 ワイルドキャッツ in ストリップ ロワイアル（ 日本）
  - いのち耕す人々（ 日本・ドキュメンタリー）
  - STRAIT JACKET ストレイト・ジャケット（ 日本/アニメ）

### 7月
- 5日
  - カメレオン（ 日本）
  - クライマーズ・ハイ（ 日本）
  - 純喫茶磯辺（ 日本）
  - スピード・レーサー（ アメリカ合衆国）
  - ツバル 大切なものに導かれて（ 日本/ドキュメンタリー）
  - 庭から昇ったロケット雲（ アメリカ合衆国）
  - HIGHLANDER ハイランダー 〜ディレクターズカット版〜（ アメリカ合衆国/アニメ）
  - バカバカンス（ 日本）
  - BUG/バグ（ アメリカ合衆国）
  - バックドロップ・クルディスタン（ 日本/ドキュメンタリー）
  - 半身主義（ 日本/ドキュメンタリー）
  - 火垂るの墓（ 日本）
  - ホット・ファズ -俺たちスーパーポリスメン!-（ イギリス・ フランス）
  - メイド・イン・ジャマイカ（ フランス・ アメリカ合衆国/ドキュメンタリー）
  - レッドライン（ アメリカ合衆国）
- 7日
  - 77BOADRUM（ アメリカ合衆国/ドキュメンタリー）
- 12日
  - いま ここにある風景（ カナダ/ドキュメンタリー）
  - 近距離恋愛（ アメリカ合衆国・ イギリス）
  - ゲゲゲの鬼太郎 千年呪い歌（ 日本）
  - GHOST IN THE SHELL 攻殻機動隊2.0（ 日本/アニメ）
  - それいけ!アンパンマン 妖精リンリンのひみつ（ 日本/アニメ）
  - 闘茶〜Tea Fight〜（ 日本・ 台湾）
  - 花美男連続ボム事件（ 韓国）
  - PUNK:ATTITUDE パンク：アティテュード（ イギリス/ドキュメンタリー）
  - ホートン ふしぎな世界のダレダーレ（ アメリカ合衆国/アニメ）
- 19日
  - 愛流通センター（ 日本）
  - あの日の指輪を待つきみへ（ アメリカ合衆国・ カナダ・ イギリス）
  - 崖の上のポニョ（ 日本/アニメ）
  - ガチバン（ 日本）
  - 劇場版ポケットモンスター ダイヤモンド&パール ギラティナと氷空の花束 シェイミ（ 日本）
  - GATE（ 日本/ドキュメンタリー）
  - 後悔なんてしない（ 韓国）
  - ジャージの二人（ 日本）
  - スターシップ・トゥルーパーズ3（ アメリカ合衆国）
  - たみおのしあわせ（ 日本）
  - 百万円と苦虫女（ 日本）
  - ビルと動物園（ 日本）
  - ワン・ミス・コール（ アメリカ合衆国）
- 26日
  - アメリカばんざい 〜crazy as usual〜（ 日本/ドキュメンタリー）
  - 雲南の花嫁（ 中国）
  - 帰らない日々（ アメリカ合衆国）
  - カンフー・パンダ（ アメリカ合衆国/アニメ）
  - きみの友だち（ 日本）
  - ギララの逆襲/洞爺湖サミット危機一発（ 日本）
  - 空想の森（ 日本）
  - 白い馬（ アメリカ合衆国）
  - 敵こそ、我が友 〜戦犯クラウス・バルビーの3つの人生〜（ フランス/ドキュメンタリー）
  - テネイシャスD 運命のピックをさがせ!（ アメリカ合衆国）
  - 天安門、恋人たち（ 中国・ フランス）
  - ドラゴン・キングダム（ アメリカ合衆国）
  - ハプニング（ アメリカ合衆国）
  - ホウ・シャオシェンのレッド・バルーン（ フランス）
  - ミニットメン：ウィ・ジャム・エコノ（ アメリカ合衆国）
  - 憐 Ren（ 日本）

### 8月
- 1日
  - インクレディブル・ハルク（ アメリカ合衆国）
- 2日
  - ビューティフル・ルーザーズ（ アメリカ合衆国/ドキュメンタリー）
  - 地球でいちばん幸せな場所（ アメリカ合衆国・ ベトナム）
  - 画家と庭師とカンパーニュ（ フランス）
  - 鳥の巣 北京のヘルツォーク&ド・ムーロン（ スイス・ フランス/ドキュメンタリー）
  - 闇の子供たち（ 日本）
  - 赤んぼ少女（ 日本）
  - 片腕マシンガール（ 日本）
  - スカイ・クロラ The Sky Crawlers（ 日本/アニメ）
  - 劇場版 NARUTO -ナルト- 疾風伝 絆（ 日本/アニメ）
  - ＜a＞symmetry アシンメトリー（ 日本）
  - トワイライトシンドローム デッドクルーズ（ 日本）
  - 9+1（ 日本）
  - ビリン・闘いの村 -パレスチナの非暴力抵抗-（ 日本/ドキュメンタリー）
- 6日
  - 旅するジーンズと19歳の旅立ち（ アメリカ合衆国）
- 8日
  - 東京オンリーピック（ 日本）
- 9日
  - ダークナイト（ アメリカ合衆国）
  - アクロス・ザ・ユニバース（ アメリカ合衆国）
  - 俺たちダンクシューター（ アメリカ合衆国）
  - コレラの時代の愛（ アメリカ合衆国）
  - シティ・オブ・メン（ ブラジル）
  - 881 歌え!パパイヤ（ シンガポール）
  - タチャ イカサマ師（ 韓国）
  - 熱血男児（ 韓国）
  - ケンカの技術（ 韓国）
  - 劇場版 仮面ライダーキバ 魔界城の王（ 日本）
  - 炎神戦隊ゴーオンジャー BUNBUN!BANBAN!劇場BANG!!（ 日本）
  - ひゃくはち（ 日本）
  - 背（ 日本）
  - ハード・リベンジ、ミリー（ 日本）
  - THE MASKED GIRL 女子高生は改造人間（ 日本）
- 16日
  - ベガスの恋に勝つルール（ アメリカ合衆国）
  - ハムナプトラ3 呪われた皇帝の秘宝（ アメリカ合衆国）
  - この自由な世界で（ イギリス・ イタリア・ ドイツ・ スペイン）
  - TOKYO!（ フランス・ 日本・ 韓国・ ドイツ）
  - カンフーダンク!（ 韓国・ 香港・ 台湾）
  - 同窓会（ 日本）
  - トワイライトシンドローム デッドゴーランド（ 日本）
  - 劇場版 空の境界 第五章 矛盾螺旋（ 日本/アニメ）
- 23日
  - セックス・アンド・ザ・シティ（ アメリカ合衆国）
  - レス・ポールの伝説（ アメリカ合衆国/ドキュメンタリー）
  - スター・ウォーズ/クローン・ウォーズ（ アメリカ合衆国/アニメ）
  - グローバル・メタル（ カナダ/ドキュメンタリー）
  - 12人の怒れる男（ ロシア）
  - 小さな赤い花（ 中国・ イタリア）
  - 言えない秘密（ 台湾）
  - デトロイト・メタル・シティ（ 日本）
  - 落語娘（ 日本）
  - ラストゲーム 最後の早慶戦（ 日本）
  - R246 STORY（ 日本）
  - 能登の花ヨメ（ 日本）
- 30日
  - ハンコック（ アメリカ合衆国）
  - デイ・オブ・ザ・デッド（ アメリカ合衆国）
  - コッポラの胡蝶の夢（ アメリカ合衆国・ ドイツ・ イタリア・ フランス・ ルーマニア）
  - DON -過去を消された男-（ インド）
  - たとえ明日が来なくても（ インド）
  - 家族の四季 -愛すれど遠く離れて-（ インド）
  - インビジブル・ターゲット（ 香港）
  - 20世紀少年 <第1章> 終わりの始まり（ 日本）
  - 死にぞこないの青（ 日本）
  - パンダフルライフ（ 日本/ドキュメンタリー）

### 9月
- 6日
  - イントゥ・ザ・ワイルド（ アメリカ合衆国）
  - シャッター（ アメリカ合衆国）
  - 幸せの1ページ（ アメリカ合衆国）
  - 今日も僕は殺される（ アメリカ合衆国）
  - LOOK（ アメリカ合衆国）
  - わが教え子、ヒトラー（ ドイツ）
  - ストリート・レーサー（ ロシア）
  - 落下の王国（ インド・ イギリス・ アメリカ合衆国）
  - シャカリキ!（ 日本）
  - グーグーだって猫である（ 日本）
  - キズモモ。（ 日本）
  - 放送禁止 劇場版 〜密着68日 復讐執行人（ 日本）
  - ヒカリサス海、ボクノ船（ 日本）
  - 劇場版 天元突破グレンラガン 紅蓮篇（ 日本/アニメ）
  - 人形のいる風景 〜ドキュメント・オブ・百鬼どんどろ〜（ 日本/ドキュメンタリー）
- 13日
  - あぁ、結婚生活（ アメリカ合衆国）
  - 弾突 DANTOTSU（ アメリカ合衆国）
  - アルビン/歌うシマリス3兄弟（ アメリカ合衆国/アニメ）
  - フロンティア（ フランス・ スイス）
  - ヨコヅナ・マドンナ（ 韓国）
  - パコと魔法の絵本（ 日本）
  - おくりびと（ 日本）
  - 大決戦!超ウルトラ8兄弟（ 日本）
  - フライング☆ラビッツ（ 日本）
  - 青空ポンチ（ 日本）
  - ロックンロール★ダイエット!（ 日本）
- 20日
  - ウォンテッド（ アメリカ合衆国）
  - ベティの小さな秘密（ フランス）
  - 蛇にピアス（ 日本）
  - 次郎長三国志（ 日本）
  - おろち（ 日本）
  - 東南角部屋二階の女（ 日本）
  - アキレスと亀（ 日本）
  - 幸福 shiawase（ 日本）
- 27日
  - アイアンマン（ アメリカ合衆国）
  - ルー・リード/ベルリン（ アメリカ合衆国/ドキュメンタリー）
  - 消えたフェルメールを探して 絵画探偵ハロルド・スミス（ アメリカ合衆国/ドキュメンタリー）
  - 女工哀歌（ アメリカ合衆国/ドキュメンタリー）
  - 最後の初恋（ アメリカ合衆国・ オーストラリア）
  - ヘヴィメタル・イン・ザ・カントリー（ ドイツ/ドキュメンタリー）
  - ファン・ジニ 映画版（ 韓国）
  - トウキョウソナタ（ 日本）
  - 石内尋常高等小学校 花は散れども（ 日本）
  - イキガミ（ 日本）
  - 春琴抄（ 日本）
  - コドモのコドモ（ 日本）
  - 窓辺のほんきーとんく（ 日本）
  - 芸者vs忍者（ 日本）
  - シロタ家の20世紀（ 日本/ドキュメンタリー）

### 10月
- 4日
  - 宮廷画家ゴヤは見た（ スペイン・ アメリカ合衆国）
  - 初恋の想い出（ 中国）
  - 宿命（ 韓国）
  - 東京残酷警察（ 日本）
  - 容疑者Xの献身（ 日本）
  - 三本木農業高校、馬術部 〜盲目の馬と少女の実話〜（ 日本）
  - 僕らの方程式（ 日本）
  - 那須少年記（ 日本）
  - 二重心臓（ 日本）
  - 劇場版 さらば仮面ライダー電王 ファイナル・カウントダウン（ 日本）
  - 真救世主伝説 北斗の拳 ZERO ケンシロウ伝（ 日本/アニメ）
  - フツーの仕事がしたい（ 日本/ドキュメンタリー）
  - マシュー・バーニー:拘束ナシ（ アメリカ合衆国/ドキュメンタリー）
- 11日
  - ゲット スマート（ アメリカ合衆国）
  - 私がクマにキレた理由（ アメリカ合衆国）
  - 僕らのミライへ逆回転（ アメリカ合衆国）
  - ゾンビ・ストリッパーズ（ アメリカ合衆国）
  - その土曜日、7時58分（ アメリカ合衆国・ イギリス）
  - アメリカン・ティーン（ アメリカ合衆国/ドキュメンタリー）
  - 悪魔のリズム（ イギリス・ スペイン）
  - ワイルド・バレット（ ドイツ・ アメリカ合衆国）
  - フレフレ少女（ 日本）
  - しあわせのかおり（ 日本）
  - Genius Party Beyond（ 日本/アニメ）
  - トリコン!!! リターンズ（ 日本）
  - +1 vol.2（ 日本）
  - キング・オブ・トーキョー・オ・フィウミ（ 日本/ドキュメンタリー）
- 18日
  - P.S. アイラヴユー（ アメリカ合衆国）
  - イーグル・アイ（ アメリカ合衆国）
  - ボーダータウン 報道されない殺人者（ アメリカ合衆国）
  - ピアノチューナー・オブ・アースクエイク（ イギリス・ ドイツ・ フランス）
  - マルタのやさしい刺繍（ スイス）
  - シネマ歌舞伎人情噺文七元結（ 日本）
  - 真木栗ノ穴（ 日本）
  - 夢のまにまに（ 日本）
  - バイオハザード:ディジェネレーション（ 日本/アニメ）
- 25日
  - リダクテッド 真実の価値（ アメリカ合衆国）
  - センター・オブ・ジ・アース（ アメリカ合衆国）
  - ハロウィン（ アメリカ合衆国）
  - ブロードウェイ♪ブロードウェイ コーラスラインにかける夢（ アメリカ合衆国/ドキュメンタリー）
  - ブーリン家の姉妹（ イギリス）
  - 僕は君のために蝶になる（ 香港）
  - ICHI（ 日本）
  - ホームレス中学生（ 日本）
  - 釣りバカ日誌19 ようこそ!鈴木建設御一行様（ 日本）
  - ボディ・ジャック（ 日本）
  - ブリュレ（ 日本）
  - カフェ代官山II ?夢の続き?（ 日本）
  - ヒトリマケ（ 日本）
  - ロック誕生 The Movement 70'S（ 日本/ドキュメンタリー）

### 11月
- 1日
  - アイズ（ アメリカ合衆国）
  - イエスタデイズ（ 日本）
  - ウォー・ダンス/響け僕らの鼓動（ アメリカ合衆国/ドキュメタンリー）
  - オリンダのリストランテ（ アルゼンチン）
  - さくらんぼ 母ときた道（ 日本・ 中国）
  - 十年愛（ 日本）
  - その日のまえに（ 日本）
  - タンゴ・イン・ブエノスアイレス -抱擁-（ アルゼンチン/ドキュメンタリー）
  - 帝国オーケストラ（ ドイツ/ドキュメンタリー）
  - 七夜待（ 日本）
  - ハンサム★スーツ（ 日本）
  - ブタがいた教室（ 日本）
  - まぼろしの邪馬台国（ 日本）
  - レッドクリフ Part I（ 中国・ 日本）
  - 恋愛上手になるために（ アメリカ合衆国・ イギリス・ ドイツ）
- 7日
  - Xファイル：真実を求めて（ アメリカ合衆国）
- 8日
  - 秋深き（ 日本）
  - Yes!プリキュア5GoGo! お菓子の国のハッピーバースディ♪（ 日本/アニメ）
  - 大奥 百花繚乱（ 日本）
  - かけひきは、恋のはじまり（ アメリカ合衆国）
  - 彼が二度愛したS（ アメリカ合衆国）
  - 小森生活向上クラブ（ 日本）
  - 櫻の園 -さくらのその-（ 日本）
  - 天国はまだ遠く（ 日本）
  - 天使のいた屋上（ 日本）
  - トラ・コネ 〜Triangle Connection〜（ 日本）
  - Happyダーツ（ 日本）
  - Famille 〜フランスパンと私〜（ 日本）
  - ヤング@ハート（ イギリス/ドキュメンタリー）
- 15日
  - GSワンダーランド（ 日本）
  - ジョージアの日記/ゆーうつでキラキラな毎日（ イギリス）
  - シルエット 〜Silhouetto〜（ 日本）
  - ダイアリー・オブ・ザ・デッド（ アメリカ合衆国）
  - DISCO（ フランス）
  - パッテンライ!! 〜南の島の水ものがたり〜（ 日本）
  - ハッピーフライト（ 日本）
  - フォーク&バレット 〜サヨウナラ戦争〜（ 日本）
  - ブロークン（ イギリス・ フランス）
  - ベルリン・フィル 最高のハーモニーを求めて（ ドイツ/ドキュメンタリー）
  - BOY A（ イギリス）
  - ラブファイト（ 日本）
- 22日
  - 大奥 浮絵悲恋（ 日本）
  - 俺たちに明日はないッス（ 日本）
  - 工業哀歌バレーボーイズ THE MOVIE（ 日本）
  - ザ・フー:アメイジング・ジャーニー（ アメリカ合衆国・ イギリス/ドキュメンタリー）
  - ジュテーム〜わたしはけもの（ 日本）
  - 1408号室（ アメリカ合衆国）
  - 中華学校の子どもたち（ 日本/ドキュメンタリー）
  - トロピック・サンダー/史上最低の作戦（ アメリカ合衆国）
  - ニュータイプ ただ、愛のために（ 日本）
  - バンク・ジョブ（ イギリス）
  - ブラインドネス（ 日本・ ブラジル・ カナダ）
  - 平凡ポンチ（ 日本）
  - 未来を写した子どもたち（ アメリカ合衆国/ドキュメンタリー）
  - ラット・フィンク 〜ボクのビッグ・ダディ〜（ カナダ）
  - RUN3（ 日本）
  - 私は貝になりたい（ 日本）
- 28日
  - ソウ5（ アメリカ合衆国）
- 29日
  - 青い鳥（ 日本）
  - アリア（ 日本）
  - 最強☆彼女（ 韓国）
  - D-WARS ディー・ウォーズ（ 韓国）
  - デス・レース（ アメリカ合衆国）
  - 変態ピエロ（ フランス）
  - 夏休みのような1ヵ月（ 日本）
  - ピョコタン・プロファイル（ 日本）
  - 猫ラーメン大将（ 日本）

### 12月
- 5日
  - ウォーリー（ アメリカ合衆国/アニメ）
  - ザ・ローリング・ストーンズ シャイン・ア・ライト（ アメリカ合衆国/ドキュメンタリー）
- 6日
  - エグザイル/絆（ 香港）
  - 亀（ 日本）
  - 斬〜KILL〜（ 日本）
  - 口裂け女0 ビギニング（ 日本）
  - 殺しのはらわた（ 日本）
  - 制服サバイガール（ 日本）
  - 特命係長 只野仁 最後の劇場版（ 日本）
  - 252 生存者あり（ 日本）
  - ぼくのおばあちゃん（ 日本）
- 12日
  - うたかた（ 日本）
- 13日
  - アラトリステ（ スペイン）
  - 劇場版BLEACH Fade to Black 君の名を呼ぶ（ 日本/アニメ）
  - 劇場版MAJOR メジャー 友情の一球（ 日本/アニメ）
  - 厳重に監視された列車（ チェコスロバキア）
  - 空へ-救いの翼 RESCUE WINGS-（ 日本）
  - 大丈夫であるように -Cocco 終らない旅-（ 日本）
  - TOKYO JOE マフィアを売った男（ 日本）
  - ブロークン・イングリッシュ（ アメリカ合衆国・ フランス・ 日本）
- 19日
  - 地球が静止する日（ アメリカ合衆国）
- 20日
  - 赤い糸（ 日本）
  - 悪夢探偵2（ 日本）
  - アナーキー（ 日本）
  - 映画! たまごっち うちゅーいちハッピーな物語!?（ 日本/アニメ）
  - 永遠のこどもたち（ スペイン・ メキシコ）
  - 英国王給仕人に乾杯!（ チェコ・ スロバキア）
  - M（ 韓国）
  - 女バス（ アメリカ合衆国）
  - K-20 怪人二十面相・伝（ 日本）
  - 劇場版 ゲゲゲの鬼太郎 日本爆裂!!（ 日本/アニメ）
  - GOTH（ 日本）
  - 懺悔（ ソビエト連邦）
  - 空の境界/第六章 忘却録音（ 日本）
  - チェチェンへ アレクサンドラの旅（ フランス・ ロシア）
  - 動物牧場（ イギリス/アニメ）
  - トミカヒーロー レスキューフォース 爆裂MOVIE マッハトレインをレスキューせよ!（ 日本）
  - ノン子36歳（家事手伝い）（ 日本）
  - 反恋愛主義（ ハンガリー）
  - パリ（ フランス）
  - ファニーゲーム U.S.A.（ アメリカ合衆国）
  - 魔法遣いに大切なこと（ 日本）
  - マルセイユの決着（ フランス）
  - やさしい旋律（ 日本）
  - 40歳問題（ 日本）
  - ラースと、その彼女（ アメリカ合衆国）
  - ワールド・オブ・ライズ（ アメリカ合衆国）
- 23日
  - ティンカー・ベル（ アメリカ合衆国/アニメ）
- 26日
  - ミラーズ（ アメリカ合衆国）
- 27日
  - アンダーカヴァー （ アメリカ合衆国）
  - そして、私たちは愛に帰る（ ドイツ・ トルコ）
  - その男ヴァン・ダム（ ベルギー・ ルクセンブルク・ フランス）